# Natalia Rey
Natalia Rey Barja (Portugalete, Vizcaya, 18 de mayo de 1981) es una bióloga, profesora universitaria y política española, concejala del Ayuntamiento de Portugalete y líder y portavoz del Grupo Municipal Podemos-IU-Equo en el Ayuntamiento de Portugalete.

## Biografía
Estudió la licenciatura en biología en la Universidad del País Vasco, obteniendo el título en 2007. Después cursó un máster en biología celular y de desarrollo en la Universidad del País Vasco. Obtuvo el diploma de estudios avanzados en 2010. Se doctoró en biología molecular en el año 2014 con la tesis "Análisis de los polimorfismos genéticos implicados en el metabolismo y en la respuesta inflamatoria, en el carcinoma oral y laríngeo y en la enfermedad liquenoide oral", dirigida los catedráticos por Naiara Garcia Bediaga y José Manuel Aguirre Urizar.
Ha sido investigadora en la Universidad del País Vasco y durante más de siete años ha sido investigadora bióloga en el laboratorio de Medicina Bucal de la Facultad de Medicina de la Universidad del País Vasco.

## Trayectoria política
Parte del partido Podemos desde sus inicios alrededor del año 2014, colaboró en su creación inicial en el municipio de Portugalete. Contribuyó a crear la agrupación de electores Portugalujo Despierta. En las elecciones municipales de España de 2015, Rey fue la candidata a Alcaldesa de Portugalete y cabeza de lista de la plataforma Portugalujo Despierta. Salió electa concejala del Ayuntamiento de Portugalete y ejerció de líder y portavoz del Grupo Municipal Podemos-IU-Equo en el Ayuntamiento de Portugalete.
En las elecciones municipales de España de 2019, repitió como candidata a Alcaldesa de Portugalete y cabeza de lista electoral de la coalición Elkarrekin Podemos Portugalete (Podemos-IU-Equo). Volvió a salir electa concejala del Ayuntamiento de Portugalete y repitió como líder y portavoz del Grupo Municipal Podemos-IU-Equo en el Ayuntamiento.

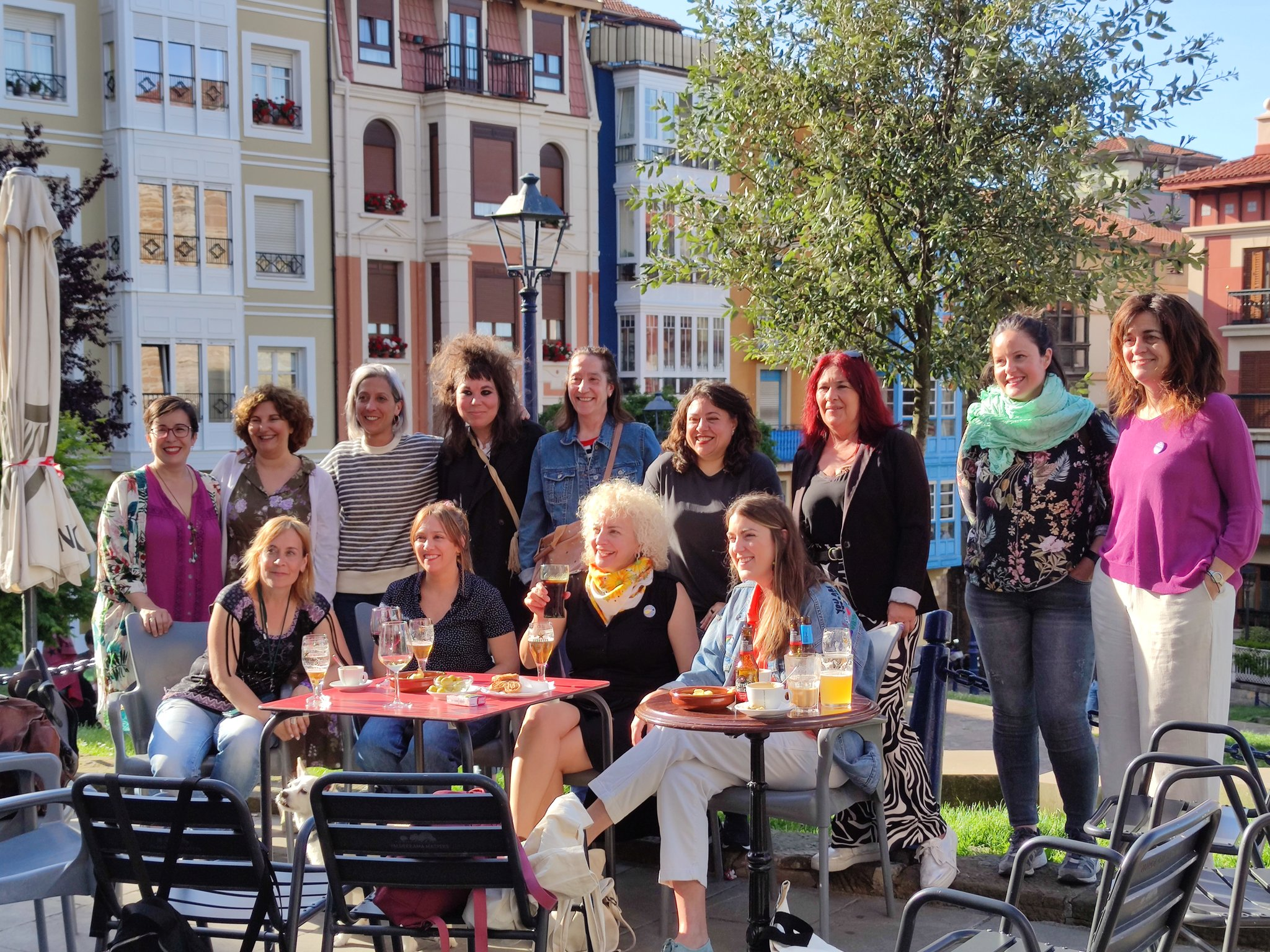
Encuentro Feminista de Podemos Euskadi (Santurce, 2023). Entre otros, Paula Amieva, Pilar Garrido, Eneritz de Madariaga, Natalia Rey, Montserrat Roca, Soraya Pereira, Ángela Sevilla, Mariví Eizaguirre, Ainhoa Lopera, Isabel González y Alba García.

En el año 2022 hubo una pequeña polémica con la candidatura de Rey a la alcaldía de Portugalete, alentada por el sector crítico de Portugalujo Despierta. Finalmente, en las elecciones municipales de España de 2023, Rey volvió a ser candidata a Alcaldesa de Portugalete y cabeza de lista electoral por la coalición Elkarrekin Portugalete (Podemos, IU, Equo y Alianza Verde). Volvió a salir electa concejala en el consistorio y repitió como líder y portavoz del Grupo Municipal.
Finalmente, la plataforma Portugalujo Despierta decidió abandonar Podemos Portugalete, con lo que quedaron fuera de la coalición Elkarrekin Portugalete.

## Vida personal
Actualmente reside en Lejona. Se declara feminista y animalista.